# Coppa del mondo di BMX 2005
La Coppa del mondo di BMX 2005, terza edizione della competizione, si svolse tra il 18 maggio ed il 9 settembre 2005.

## Uomini

### Risultati
| # | Data          | Evento   | Vincitore       | Leader della Cl. mondiale |
| - | ------------- | -------- | --------------- | ------------------------- |
| 1 | 18-19 maggio  | Aigle    | Robert de Wilde | Robert de Wilde           |
| 2 | 8-9 settembre | San Jose | Robert de Wilde | Robert de Wilde           |

### Classifica generale
| Pos. | Corridore                | Punti |
| ---- | ------------------------ | ----- |
| 1    | Robert de Wilde          | 32    |
| 2    | Randy Stumpfhauser       | 26    |
| 3    | Cristian Daniel Becerine | 18    |
| 4    | Luke Madill              | 15    |
| 5    | Kyle Bennett             | 14    |
| 6    | Jason Rogers             | 13    |
| 7    | Jason Richardson         | 13    |
| 8    | Roger Rinderknecht       | 12    |
| 9    | Brandon Meadows          | 11    |
| 10   | Nathan Berkheimer        | 11    |